# 총검도

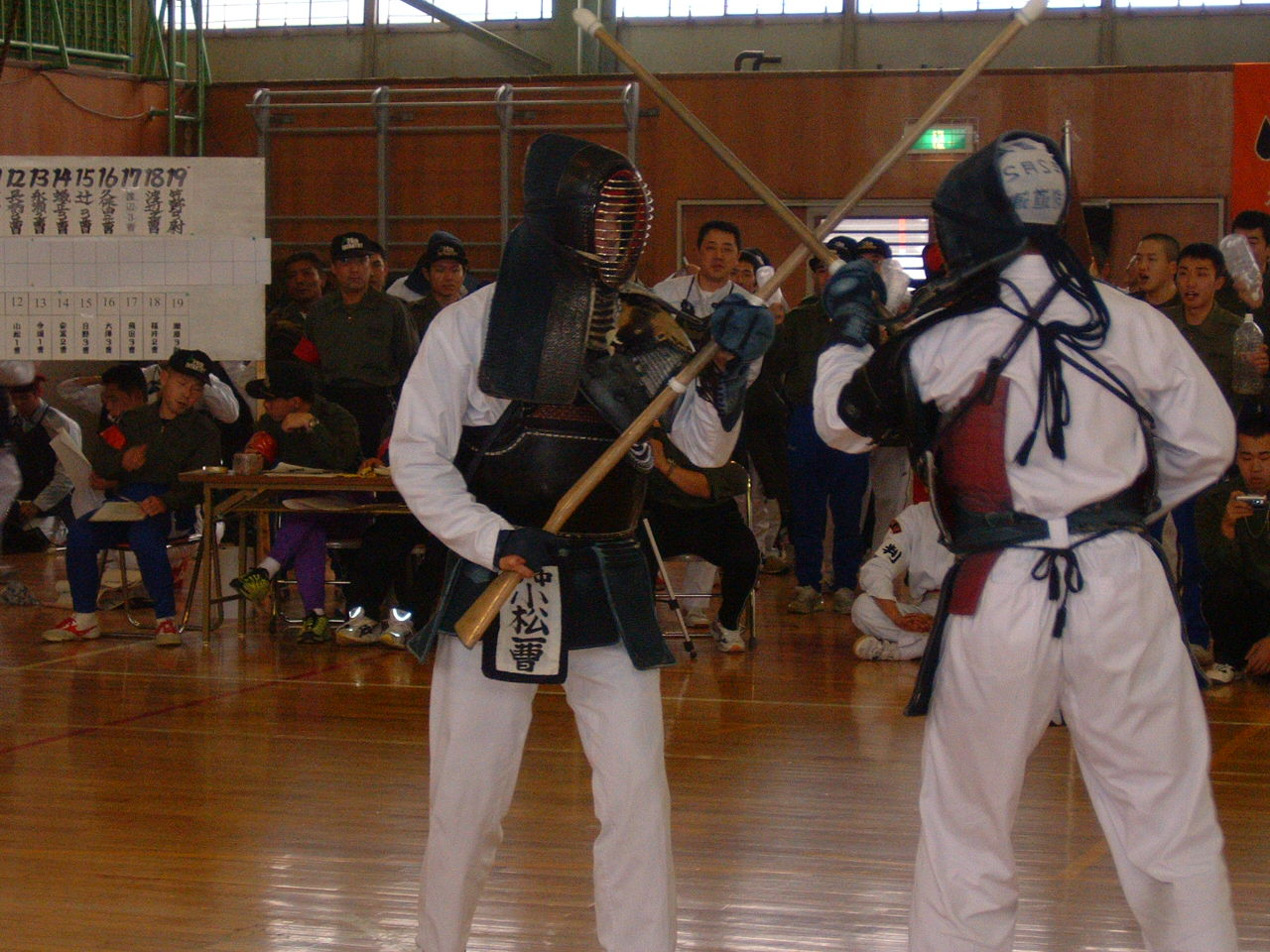

총검도(銃劍道, 주켄도)는 일본의 총검술과 검도가 결합된 일본의 무예이다.
후몬 다나카에 따르면 총검도 기술은 일본 소주츠(창 싸움)와 19세기 프랑스 총검 기술을 기반으로 한다. 그러나 프랑스의 총검도 연구가 밥티스트 타베르니에(Baptiste Tavernier)에 따르면 총검도 기술은 대부분 메이지 초기에 일본에 파견된 프랑스군 사절단의 가르침과 영향에 기반을 두고 있다.
메이지 시대에 일본의 총검 전투 기술은 주검술이라는 체계로 통합되어 도쿄의 도야마 사관학교에서 가르쳤다. 아이키도의 창시자 우에시바 모리헤이는 주검술을 수련했고 이 예술 전술의 일부를 목제 지팡이 또는 조의 사용에 대한 자신의 해석에 통합했다. 제2차 세계대전 이후 주검술은 연합군에 의해 금지되었으나 나중에 총검도의 현대적 형태로 돌아왔다. 일본 아마추어 총검도 연맹은 1952년에 설립되었다. 전일본 총검도 연맹은 1956년 4월에 설립되었다.
2017년 4월 회원 30,000명의 전일본 총검도 연맹의 요청에 따라 일본 정부는 일본 중학교에 승인된 9개의 무술 목록에 총검도를 추가했다. 2017년 기준으로 단 한 학교만이 이를 받아들였다.
현대의 총검도는 목주(木銃)라는 목제 소총을 사용하는데, 끝에 무딘 총검이 부착되어 있고 실제 소총을 대신한다. 일본 군인과 민간인 모두에 의해 수행된다. 훈련에는 가타(패턴), 2인 훈련, 모쿠주와 보호 갑옷을 사용한 경쟁 경기가 포함된다. 세 가지 주요 목표 부위는 상대의 심장, 목 및 왼쪽 하단이다.

## 같이 보기
- 검도
- 일본 검술
- 장도 (무술)
- 아이키도